# Parque natural de los Volcanes
El parque natural de los Volcanes es un parque natural español situado en la isla canaria de Lanzarote. Tiene una superficie de 10 158 hectáreas que pertenecen a los municipios de Tinajo, Tías y Yaiza. Fue declarado como parque el 19 de junio de 1987.

## Características

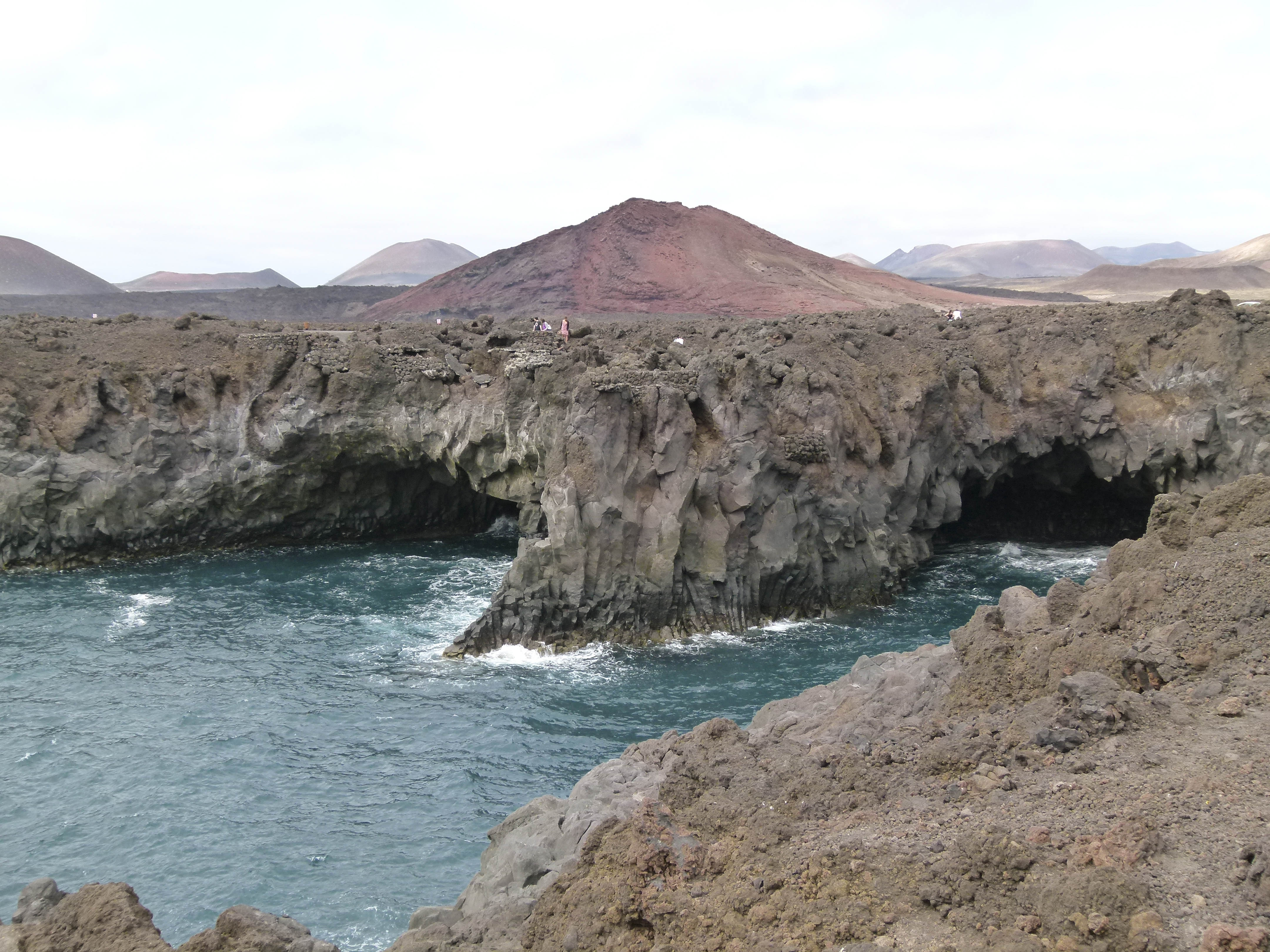
Los Hervideros.

Este espacio rodea en su límite oeste al parque nacional de Timanfaya y limita al este con el paisaje protegido de La Geria. En él se reúnen los mejores ejemplos de colada de lava y de campos de lapilli. El conjunto de lavas más recientes y los elementos asociados a ella es de un gran interés geomorfológico, confiriéndole el rango de interés paisajístico.
La presencia de comunidades de aves marinas sobre el sitio de Janubio, da a este espacio un valor científico adicional. Este espacio fue declarado zona de especial protección para las aves (ZEPA). También es por definición área de sensibilidad ecológica.

## Entorno

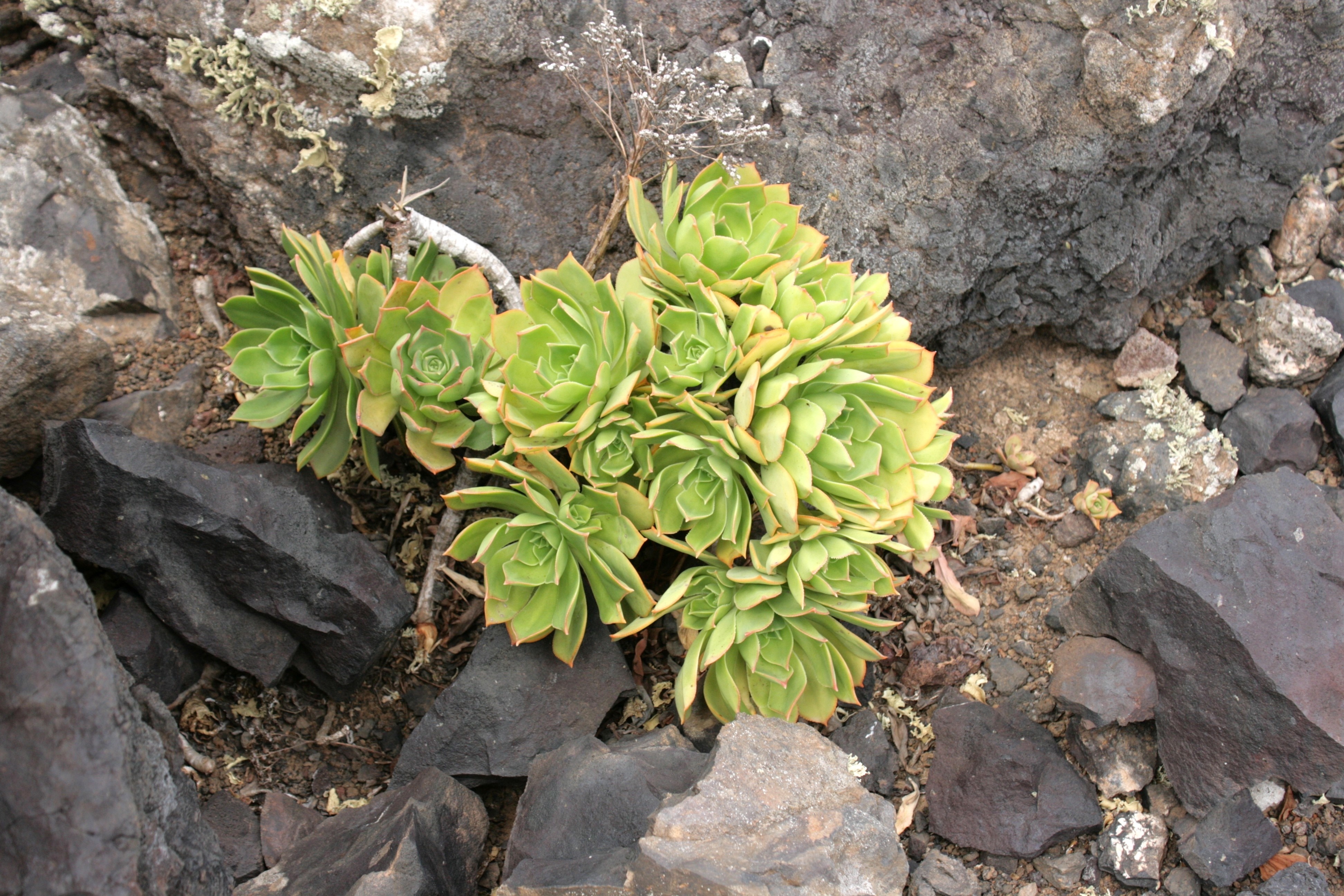
Bejeque entre las rocas volcánicas.

Se trata de un terreno de origen volcánico con extrañas y curiosas formaciones surgidas por la solidificación de la lava. La presencia de vegetación es muy escasa, salvo en las zonas de materiales más antiguos, previos a las últimas erupciones del siglo XVIII y XIX. Allí proliferan los líquenes, existiendo casi un centenar de especies diferentes. En las zonas más frescas son frecuentes el geranio silvestre, los corazoncillos y los bejeques. En cuanto a fauna, dominan los reptiles y las aves, que se han adaptado bien a la excepcionales condiciones del parque.